# 里布納河
里布納河（烏克蘭語：Рибна），是烏克蘭的河流，位於該國西部利沃夫州，屬於柳巴奇夫卡河的右支流，發源自沃羅布利亞欽以東，流經亞沃里夫區，河道全長18公里，流域面積31平方公里。